# High School Rapper
High School Rapper (hangul: 고등래퍼), também conhecido como School Rapper, é um programa de sobrevivência de hip-hop sul-coreano para estudantes do ensino médio, em contrapartida ao Show Me The Money e Unpretty Rapstar.

## Temporadas
| Temporada | Temporada | Episódios | Episódios | Originalmente exibido   | Originalmente exibido | Originalmente exibido |
| Temporada | Temporada | Episódios | Episódios | Estreia da temporada    | Final da temporada    | Emissora              |
| --------- | --------- | --------- | --------- | ----------------------- | --------------------- | --------------------- |
|           | 1         | 8         | 8         | 10 de fevereiro de 2017 | 31 de março de 2017   | Mnet                  |
|           | 2         | 8         | 8         | 23 de fevereiro de 2018 | 13 de abril de 2018   | Mnet                  |
|           | 3         | 8         | 8         | 22 de fevereiro de 2019 | 12 de abril de 2019   | Mnet                  |
|           | 4         | 8         | 8         | 19 de fevereiro de 2021 | -                     | Mnet                  |